# Station Chandieu-Toussieu
Station Chandieu-Toussieu is een spoorwegstation in de Franse gemeente Saint-Pierre-de-Chandieu. Het station is gesloten.